# Louis Auguste de Bourbon, hertig av Maine
Louis Auguste de Bourbon, "Legitimé de France", född 31 mars 1670 på Saint-Germain-en-Laye, död 14 maj 1736 i Sceaux, var den äldste illegitime sonen till kung Ludvig XIV av Frankrike och Madame de Montespan; han var erkänd som Legitimé de France och hade titeln hertig av Maine. Gift 1692 med Louise Bénédicte de Bourbon.

## Biografi
Louis Auguste fick liksom sina bröder sitt namn efter sin far och en romersk kejsare. Han placerades vid sin födseln i madame de Maintenons vård och växte upp med sina syskon i ett hus vid rue de Vaugirard i Paris. Han var född med ett ben kortare än det andra och haltade under hela sitt liv. År 1673 legitimerades syskonen av sin far och fick adliga titlar; han fick titeln hertig av Maine. Året därpå blev syskonen officiellt presenterade vid hovet i Versailles. Av sina syskon ska han ha tyckt bäst om sin syster Louise-Françoise de Bourbon, medan hans andra syster Françoise-Marie de Bourbon ska ha tyckt bäst om honom. Han var avskydd av sin fars svägerska, som ofta kritiserade honom av rangskäl och trodde att han inte var son till kungen. 
Han var Ludvig XIV:s favoritbarn, och denne överlät en mängd titlar och privilegier på honom. År 1680 gjorde fadern honom till prins av blodet och tvingade sin kusin att överlåta en rad förläningar på honom i utbyte mot att få sin älskare frigiven, och han blev därmed även greve d'Eu, prins av Dombes och hertig d'Aumale. Han fick år 1684 representera Frankrike vid äktenskapsalliansen mellan Frankrike och Savojen. Hans far hade gift bort hans systrar med personer ur familjer besläktade med kungahuset, och lät Louis Auguste välja en partner ur familjen Condé. Han valde Louise Bénédicte de Bourbon, och vigseln ägde rum 19 maj 1692 i Versailles. Vid bröllopet mottog han också en gåva på 1 miljon livres, med ytterligare en brudutstyrsel till ett värde av 200.000 livres. Äktenskapet blev olyckligt: Louise Bénédicte ansåg sig rangmässigt förödmjukad av att ha tvingats gifta sig med en person född utanför äktenskapet, var otrogen och förödmjukade honom vid tillfälle, och hovet gjorde narr av paret på grund av att de båda hade ett handikapp. Till skillnad från sina syskon sörjde han inte vid moderns död 1707, eftersom han betraktade madame de Maintenton, som hade uppfostrat honom, som sin mor.    
Kort före sin död 1715 förklarade Ludvig XIV honom och hans bror arvsberättigade till tronen och med rätt att fungera som ställföreträdande regenter för Ludvig XV. Dagen efter Ludvig XIV:s död blev dock hans testamente upphävt av Parisparlamentet på begäran av hertig Filip av Orléans, Hertig av Orléans, Regent av Frankrike, som i stället blev regent för Ludvig XV. På uppmaning av sin hustru deltog han i Cellamare-konspirationen, vars mål var att överföra makten över förmyndarregeringen på monarkens farbror, Filip V av Spanien. Konspirationen fick sitt namn efter Spaniens ambassadör i Frankrike, Antonio del Giudice, prins av Cellamare. När planerna upptäcktes blev han fängslad på fortet Doullens och hustrun i Dijon. Paret benådades 1720 och tilläts återvända till hovet. Han försonades sedan med sin hustru, och paret levde sedan ett lugnt liv på slottet Château de Sceaux, där hustrun höll salong.